# 漢代音系
漢代音系指東漢以及三國時期所使用的晚期上古漢語的音韻體系。

## 聲母
漢朝前期的西漢在時間上距離秦朝不遠，而現有歷史資料無法充分考證漢朝時的漢語音系，王力據此假設漢朝音系的聲母系統與先秦音系基本一致。
上古汉语复辅音到东汉时已经全部消失。:29:245–246
|               |      | 双唇/唇音 | 舌尖前/齿音 | 舌尖前/塞擦音 | 舌叶、舌面前/硬颚音 | 舌根/软腭音 | 喉/声门音 |
| ------------- | ---- | --------- | ----------- | ------------- | ------------------- | ----------- | --------- |
| 塞音或 塞擦音 | 全清 | p 帮非    | t 端知      | ts 精庄       | （tɕ） 章           | k 见        | ʔ 影      |
| 塞音或 塞擦音 | 次清 | pʰ 滂敷   | tʰ 透彻     | tsʰ 清初      | （tɕʰ） 昌          | kʰ 溪       |           |
| 塞音或 塞擦音 | 全浊 | b 并奉    | d 定澄      | dz 从床       | （dʑ） 常           | g 群        |           |
| 鼻音          | 清   | （m̥）     | （n̥）       |               |                     | （ŋ̊）       |           |
| 鼻音          | 浊   | m 明微    | n 泥娘      |               |                     | ŋ 疑        |           |
| 边音或 擦音   | 清   |           | （l̥）       | s 心          | （ɕ） 书            | x 晓        |           |
| 边音或 擦音   | 浊   |           | l 来        | z 邪俟        | （ʑ） 船            | （ɣ） 匣    |           |

上古汉语和中古汉语间最大的区别就是齿音和（部分环境下）软腭音的颚化，合流成一套新的声母。几个东汉方言展现哪个颚化的都有，还有已经合流的。:54–59, 75–76, 132汉朝分化出的原始闽语就只有颚化的软腭音而无颚化的齿音。:33, 76, 79通假、同源词等证据表明，东汉时的中古汉语卷舌塞音和擦音（知组、庄组）仍未从齿塞音和擦音中独立出来。:46–47, 53–54
中古群、匣、以（g-、ɣ-和j-）三母的来源仍不能确定，要么是都来自一个上古汉语声母*g-，要么要再拟一个擦音*ɣ-或*ɦ-。:209–210大多数东汉方言这类词都有一个单独的声母*g-，也有些区分*g-和*ɣ-。:72–74
一些东汉方言显示上古汉语清响音声母，不过在东汉时全国大部分地区均已不存。:75–76上古汉语清边音、清鼻音声母在东部方言演化为*tʰ，西部方言是*x。:133–135:112–114, 320上古汉语浊边音已据非三等介音的有无转化为*d或*j。:30–31空位由上古汉语*r填补，演化为东汉的*l和中古汉语来母。:110部分东汉方言里可能实现为边闪音。:47–48

## 韻母
對漢朝音系的韻母系統的構擬，主要來自於張衡豐富的詞賦作品，以及其他作家諸如馬融等人的韻文。
| 陰聲    | 陰聲    | 入聲   | 入聲    | 陽聲   | 陽聲    |
| ------- | ------- | ------ | ------- | ------ | ------- |
| 無韻尾  | 之部 ə  | 韻尾-k | 職部 ək | 韻尾-ŋ | 蒸部 əŋ |
| 無韻尾  | 支部 e  | 韻尾-k | 錫部 ek | 韻尾-ŋ | 耕部 eŋ |
| 無韻尾  | 歌部 ɑ  | 韻尾-k | 鐸部 ɑk | 韻尾-ŋ | 陽部 ɑŋ |
| 無韻尾  | 魚部 ɔ  | 韻尾-k | 藥部 ɔk | 韻尾-ŋ |         |
| 無韻尾  | 宵部 o  | 韻尾-k | 屋部 ok | 韻尾-ŋ | 東部 oŋ |
| 無韻尾  | 幽部 u  | 韻尾-k | 覺部 uk | 韻尾-ŋ | 冬部 uŋ |
| 韻尾-i  | 微部 əi | 韻尾-t | 物部 ət | 韻尾-n | 文部 ən |
| 韻尾-i  | 脂部 ei | 韻尾-t | 質部 et | 韻尾-n | 真部 en |
| 韻尾-i  |         | 韻尾-t | 月部 ɑt | 韻尾-n | 元部 ɑn |
|         |         | 韻尾-p | 緝部 əp | 韻尾-m | 侵部 əm |
| 盍部 ɑp | 談部 ɑm | 韻尾-p |         | 韻尾-m |         |

### 介音
大多数现代上古汉语拟音都将唇（-喉）化软腭音与喉音系列区分开。但在东汉声训中，已经不能有效区分这两个系列了，这可以说明东汉汉语有像中古汉语一样的*-w-。此外，这个介音还能出现在其他声母后，包括上古汉语在锐音韵尾（*-n、*-t和*-j）前的*-u-和*-o-，这说明它们分别裂化成*-wə-和*-wa-。:228–232:77:566–567大多数上古汉语拟音都有*-r-介音，以产生中古汉语卷舌音、二等韵和部分重纽韵，在东汉时似乎仍是一个单独的音位。:77–78
自高本汉的先驱工作以来，将中古汉语三等介音推回上古汉语*-j-介音相当普遍。但上世纪后半叶已经对其有了广泛的质疑，部分是因为东汉的梵汉对音用三等字音译不含任何颚特征的外语音节。:78–79柯蔚南指出，三等介音可能晚至唐朝才普遍出现。:79已经广泛认可这个区分展现音韵分别，但其具体实现则各式各样。:95东汉注疏的描述相当多样：:73* 何休（2世纪中期）将3等音节描述为“外而浅”，非3等音节则是“内而深”。:17
- 高诱（3世纪初）将3等音节描述为“急气”，非3等音节是“缓气”。[1]:16潘悟云和郑张尚芳认为是元音长度的对立，但更字面的解析支持元音松紧对立。[1]:16–17

### 元音
目前大多数上古汉语拟音都是6元音体系，分别是*i、*ə、*u、*e、*a和*o。:25
东汉押韵例子展示出一些中古汉语音变：
- 元音*i和*ə在*-n、*-t和*-j前合流。[8]:462
- *-ra和*-raj合流（中古汉语假摄麻韵2等-æ）。[8]:463
- 发生下列分化和合流：[8]:463

| 上古汉语    | 中古汉语       |
| ----------- | -------------- |
| *-ja        | -jo（鱼韵）    |
| *-ja        | -jæ（麻韵3等） |
| *-jaj       |                |
| -je（支韵） |                |
| *-je        |                |

中古汉语麻韵3等-jæ只出现在精组和硬颚音（章组+以、日母）后，分化条件不明。:414, 479–481

### 韵尾
中古汉语韵尾-p、-t、-k、-m和-ng均能逆推回东汉汉语。:80, 88中古汉语韵尾-n绝大多数时候也能对应*-n，但有时在一部分方言里似乎是元音。:89–92白一平和沙加尔认为这些字的上古韵尾是*-r，在山东省及周边地区演化成*-j，在其他地方演化成*-n。:254–268, 319
奥德里库尔认为中古汉语去声来上古汉语*-s>*-h。:92一些梵汉对音暗示次入声在东汉仍保持*-s。:23, 30其他普通去声在东汉时已经变成了*-h，因为去声和梵语长元音有弱相关。:30基于奥氏对越南声调的分析，蒲立本认为中古汉语上声来自上古汉语*-ʔ，:92上声音节在东汉基本不用于转写长元音，这表明它们在时长上更短，可能反映其喉塞尾。:30

### 引用
1. 1 2 3 4 5 6 7 8  Schuessler (2009).
2. 1 2  Coblin (1977–1978).
3. 1 2 3 4 5 6 7 8 9 10 11 12 13 14 15  Coblin (1983).
4. 1 2 3 4 5  Baxter & Sagart (2014).
5. 1 2 3  Baxter (1992).
6. ↑  Sagart (1999).
7. ↑  Schuessler (2007).
8. 1 2 3  Ting (1972).

### 书籍
- 王力：《漢語語音史》，中國社會科學出版社，1985年